# Yacouba Sylla
Yacouba Sylla (Étampes, Francia, 29 de noviembre de 1990) es un futbolista maliense que juega como centrocampista en L. B. Châteauroux del Championnat National. Fue el capitán de la selección de fútbol de Malí. Es hermano del también futbolista Moussa Sylla.

## Trayectoria

### Joven
Antes de unirse a Clermont Foot Sylla, donde firmó su primer contrato profesional, estuvo en las categorías inferiores del SM Caen. Antes de eso, Sylla había comenzado su carrera en el club de la ciudad natal de París Étampes FC antes de unirse al cercano club CSF Brétigny, que produjo internacionales con la selección como Patrice Evra y Briand Jimmy. Después de cuatro años en Brétigny, Sylla pasó los siguientes cuatro¡ deambulando por los clubes en la región de Baja Normandía, tales como AS Montferrand, Malesherbes SC, y Caen. Y luego, en 2009, firmó un contrato de aficionado con el Clermont donde se insertó en el equipo de reservas para la temporada 2009-10. Jugó 17 partidos anotando un gol.

### Clermont Foot
Para la temporada 2010-11, Sylla subió al primer equipo por el entrenador Michel Der Zakarian. Hizo su debut profesional el 15 de octubre de 2010 en un partido de liga contra el Le Mans jugando todo el partido en la derrota por 2-0. Sylla posteriormente apareció como titular en el equipo de los próximos siete partidos. Sus actuaciones en el país provocaron un interés del club alemán VfB Stuttgart y el italiano Udinense Calcio. Con el fin de disminuir ese interés, firmó su primer contrato profesional el 22 de noviembre de 2010 hasta junio de 2014.

### Aston Villa
El 31 de enero de 2013, el Aston Villa hizo oficial el fichaje de Sylla por tres años y medio, sujeta a la aprobación internacional, después de pasar el reconocimiento médico. Le dieron la camiseta número 18. Debutó el 3 de febrero de 2013 contra el Everton F. C.; el partido finalizó en empate a tres con 2 goles de Christian Benteke y 1 de Gabriel Agbonlahor para el Villa, y para los toffes marcaron Victor Anichebe y Marouane Fellaini en dos ocasiones.

### Kayseri Erciyesspor
El 14 de julio de 2014, fue cedido por una temporada al Kayseri Erciyesspor de la Superliga de Turquía. Jugaría en esa temporada en Turquía 27 partidos y marcaría un gol.

### Stade Rennes
El 22 de julio de 2015 el Aston Villa vendió a Sylla al Stade Rennais de la Ligue 1.

### Montpellier HSC
En 2016 el Rennes lo cedió al Montpellier HSC para la temporada 2016-17.

### Panathinaikos FC
El 30 de agosto de 2017 fue cedido nuevamente, en esta ocasión, al Panathinaikos FC de la Superliga de Grecia.

## Clubes
| Club                          | País       | Año       |
| ----------------------------- | ---------- | --------- |
| Clermont Foot                 | Francia    | 2010-2013 |
| Aston Villa F. C.             | Inglaterra | 2013-2015 |
| Kayseri Erciyesspor (cesión)  | Turquía    | 2014-2015 |
| Stade Rennais F. C.           | Francia    | 2015-2017 |
| Montpellier H. S. C. (cesión) | Francia    | 2016-2017 |
| Panathinaikos F. C. (cesión)  | Grecia     | 2017      |
| K. V. Mechelen                | Bélgica    | 2018-2019 |
| Strømsgodset IF               | Noruega    | 2019      |
| CFR Cluj                      | Rumania    | 2019-2020 |
| Mouloudia d'Oujda             | Marruecos  | 2020-2021 |
| S. C. Bastia                  | Francia    | 2022      |
| F. C. Botoșani                | Rumania    | 2022-2023 |
| Excelsior Virton              | Bélgica    | 2023      |
| L. B. Châteauroux             | Francia    | 2025-     |

## Palmarés

### Títulos nacionales
| Título | Club     | País    | Año  |
| ------ | -------- | ------- | ---- |
| Liga I | CFR Cluj | Rumania | 2020 |